# Cheri-cheped-Kenmut
Cheri-cheped-Kenmut war die altägyptische Bezeichnung eines Dekans, der als Baktiu nur den Stern Denebola umfasste.

## Hintergrund
Im Nutbuch wird Cheri-cheped-Kenmut in den Dekanlisten an verschiedenen Positionen geführt und repräsentierte auf Diagonalsternuhren in den Sargtexten der Epoche Amenemhet I. als Baktiu-Sternbild die dritte Dekade.
Sesostris III. veranlasste in seinem siebten Regierungsjahr die Neuordnung der Dekanliste, in der Cheri-cheped-Kenmut nunmehr auf Position zwei geführt wurde. Der heliakische Aufgang war für den 16. Schemu I datiert. Die führende Rolle des ersten Baktiu übernahm Kenmut, der zu jener Zeit am 6. Schemu I seinen heliakischen Aufgang hatte.

## Darstellung
Cheri-cheped-Kenmut wird ikonografisch entweder als löwenköpfige Sachmet mit Kobra auf dem Kopf oder als falkenköpfiger Horus dargestellt. Eine weitere Gleichsetzung wird mit der Gottheit „der mit den Horuskindern“ vollzogen.
Cheri-cheped-Kenmut ist als Dekan-Gottheit zuständig für die zweite Stunde im Buch von der Nacht. Besondere Verehrung erfuhr er während der griechisch-römischen Zeit in Buto und wurde dort in das Opferungsritual mit einbezogen.